# كأس إستونيا 1992–93
كأس إستونيا 1992–93 (بالإستونية: Eesti jalgpalli 1992/1993. aasta karikavõistlused)‏ هو الموسم 1 من كأس إستونيا. أشرف على تنظيمه اتحاد إستونيا لكرة القدم، وكان عدد الأندية المشاركة فيه 26، وفاز فيه FC Nikol Tallinn ‏.